# Herb Pruszcza
Herb Pruszcza – jeden z symboli miasta i gminy Pruszcz, ustanowiony 10 października 2002.

## Wygląd i symbolika
Herb przedstawia na tarczy hiszpańskiej (z zaokrąglonym dołem), na zielonym polu dwie srebrne podkowy skierowane barkami do siebie, a między nimi srebrny miecz skierowany w dół. Swoim wyglądem nawiązuje do miejscowej tradycji heraldycznej i historii. 